# Occlusiva bilabiale sonora
L'occlusiva bilabiale sonora è una consonante, rappresentata con il simbolo [b] nell'alfabeto fonetico internazionale (IPA).
Nella lingua italiana tale fono è rappresentato dalla lettera B.

## Caratteristiche
La consonante occlusiva bilabiale sonora presenta le seguenti caratteristiche:
- il suo modo di articolazione è occlusivo, perché questo fono è dovuto all'occlusione del canale orale (la bocca) e al suo brusco rilascio (esplosione);
- il suo luogo di articolazione è bilabiale, perché nel pronunciare tale suono si chiudono le labbra;
- è una consonante sonora, in quanto questo suono è prodotto con la vibrazione delle corde vocali.

Nella fonologia generativa tale fonema è formato dalla sequenza dei tratti: +consonantico, -nasale, -compatto, +grave, +sonoro, -continuo.

## In italiano
In italiano tale fono si trascrive ⟨b⟩ e si trova per esempio nella parola "bimbo" [ˈbimbo].

## Altre lingue

### Francese
In lingua francese tale fono è reso con la grafia ⟨b⟩:
- beau "bello" [bo]
- bâteau "battello" [bɑˈto]

### Spagnolo
In lingua spagnola tale fono è reso con le grafie ⟨b⟩ e ⟨v⟩ a inizio frase o precedute da ⟨m⟩ o ⟨n⟩:
- beso "bacio" [ˈbeso]
- inventar "inventare" [imbenˈtar]

### Inglese
In lingua inglese tale fono è reso con la grafia ⟨b⟩:
- boy "ragazzo" [bɔɪ̯]

### Tedesco
In lingua tedesca tale fono è reso con la grafia ⟨b⟩:
- bis "fino a" [bɪs]
- Bub "ragazzo" [buːp]

### Ceco
In lingua ceca tale fono è reso con la grafia ⟨b⟩:
- bota "stivale" [ˈbota]

### Polacco
In lingua polacca tale fono è reso con la grafia ⟨b⟩: 
- robak "caldo" [ˈrɔbak]

### Greco
In lingua greca tale fono è rappresentato dalla ⟨π⟩ (preceduta dalla ⟨μ⟩ e quindi sonorizzata) nell'alfabeto greco:
- κόμπος (traslitterato kómpos) "nodo" [ˈkɔbos]

### Russo
In lingua russa tale fono è reso ⟨б⟩ nell'alfabeto cirillico:
- рыба "pesce" [ˈrɨbə]

### Georgiano
In lingua georgiana tale fono è reso ⟨ბ⟩ nell'alfabeto georgiano:
- ბავშვი "bambino" [ˈbavʃvi]

### Arabo
In lingua araba il fono è espresso dalla lettera ⟨ﺏ⟩:
- كتب "egli scrisse" [ˈkataba]